# Antoni Jan Żurakowski
Antoni Jan Józef Żurakowski (ur. 9 grudnia 1889 w Sołotwinie, zm. 26 listopada 1974 w Nowej Rudzie-Słupcu) – pułkownik dyplomowany piechoty Wojska Polskiego, kawaler Orderu Virtuti Militari.

## Życiorys
Antoni Jan Józef Żurakowski urodził się 9 grudnia 1889 roku w Sołotwinie, w ówczesnym powiecie bohorodczańskim Królestwa Galicji i Lodomerii. Do szkoły podstawowej uczęszczał w Sołotwinie. W 1909 zdał egzamin dojrzałości w C. K. II Gimnazjum w Stanisławowie (w jego klasie był m.in. Sylwester Bartkiewicz). W 1914 roku ukończył studia na Wydziale Prawa Uniwersytetu Lwowskiego, następnie został zmobilizowany jako podchorąży do armii austriackiej i wysłany na front. Ranny 9 września 1914. W latach 1915–1918 przebywał w niewoli rosyjskiej.
24 listopada 1918 roku, po powrocie z niewoli do kraju, wstąpił do Wojska Polskiego. Po przeszkoleniu został skierowany na front jako dowódca kompanii w stopniu podporucznika w Baonie Radomskim Odsieczy Lwowa. 14 maja 1919 odniósł rany, a za męstwo na polu walki odznaczony został Krzyżem Srebrnym Orderu Virtuti Militari. W tym roku awansował na kapitana. Od lipca 1921 pełni funkcję dowódcy III batalionu w 82 pułku piechoty w Brześciu.
9 lutego 1922 roku w Brześciu wziął ślub z Eustolią z Matusiewiczów, córką Aleksandra i Aleksandry. Z tego związku miał córkę Wiesławę, która zginęła w 1939 roku, w wieku 11 lat. 
3 maja 1922 roku został zweryfikowany w stopniu majora ze starszeństwem z dniem 1 czerwca 1922 roku i 355. lokatą w korpusie oficerów piechoty. 13 października 1923 roku został powołany do Wyższej Szkoły Wojennej w Warszawie w charakterze słuchacza V Kursu. 1 października 1925 roku, po ukończeniu kursu i otrzymaniu dyplomu naukowego oficera Sztabu Generalnego, został przydzielony do Biura Ścisłej Rady Wojennej w Warszawie na stanowisko kierownika referatu w Oddziale IIIa. 3 maja 1926 roku awansował na podpułkownika ze starszeństwem z dniem 1 lipca 1925 roku i 30. lokatą w korpusie oficerów piechoty. W tym samym roku, po likwidacji Biura Ścisłej Rady Wojennej, został przeniesiony do Oddziału III Sztabu Generalnego w Warszawie. 26 kwietnia 1928 roku został wyznaczony na stanowisko zastępcy dowódcy 6 pułku strzelców podhalańskich w Stryju. 18 czerwca 1930 roku został mianowany dowódcą 24 pułku piechoty w Łucku. Na pułkownika awansował ze starszeństwem z dniem 1 stycznia 1933 roku i 9. lokatą w korpusie oficerów piechoty. W styczniu 1939 roku został wyznaczony na stanowisko komendanta miasta Grodna.
W lipcu 1939 roku mianowany dowódcą Chełmińskiej Brygady Obrony Narodowej w Toruniu, która brała udział w działaniach wojennych we wrześniu 1939 w składzie Armii Pomorze. W walkach nad Bzurą odniósł rany. 22 września 1939 roku dostał się do niewoli niemieckiej u wylotu Puszczy Kampinoskiej k. Leszna.
Z racji pełnionych funkcji wojskowych prowadził równocześnie szeroką działalność społeczną. Był członkiem Zarządu Głównego Związku Obrony Kresów Zachodnich w Warszawie (1925–1928), przewodniczącym Zarządu Okręgu 1930–35 Ligi Obrony Powietrznej i Przeciwgazowej w Łucku (1930–1935), członkiem Zarządu Polskiego Czerwonego Krzyża w Łucku (1934–1937), przewodniczącym Zarządu Okręgu Ligi Morskiej w Łucku (1936–1939), przewodniczącym Aeroklubu Wołyńskiego (1937–1938), zastępcą przewodniczącego Towarzystwa Krzewienia Kultury Teatralnej w Łucku (1937–1939) i wreszcie prezesem klubu sportowego WKS Grodno (1939) .
W niewoli przebywał w Oflagu XI B Braunschweig (Brunszwik), Oflagu VII C Schloss Laufen, Oflagu II C Woldenberg oraz w Oflagu X B Sandbostel, gdzie 29 kwietnia 1945 roku został wyzwolony przez wojska brytyjskie.
Do końca 1945 roku przebywał w szpitalu w Bomlitz k. Hanoweru. W 1946 roku rozpoczął poszukiwania rodziny przez PCK. Żonę Eustolię z teściową Aleksandrą Matusiewicz spotkał w sierpniu w Ghazir w Libanie, gdzie pracowała w Szpitalu Polskim jako pielęgniarka. Antoni Żurakowski pracował tam w szkole polskiej jako nauczyciel języka niemieckiego. W październiku 1947 roku wrócił z rodziną do Polski i zamieszkał w Gdańsku. W latach 1947–1949 pracował w Tczewie w Polskim Czerwonym Krzyżu, a w latach 1949–1955 był kierownikiem Powiatowej Stacji Pogotowia Ratunkowego w Malborku.

## Ordery i odznaczenia
- Krzyż Srebrny Orderu Virtuti Militari nr 7717
- Krzyż Niepodległości (10 grudnia 1931)[14]
- Krzyż Oficerski Orderu Odrodzenia Polski (11 listopada 1936)[15][16]
- Krzyż Walecznych (trzykrotnie)
- Złoty Krzyż Zasługi (18 marca 1932)[17]
- Medal Pamiątkowy za Wojnę 1918–1921
- Medal Dziesięciolecia Odzyskanej Niepodległości
- Medal Zwycięstwa („Médaille Interalliée”)
- Państwowa Odznaka Sportowa